# Košarkarski Klub Krka
El Košarkarski Klub Krka o KK Krka és un equip de bàsquet professional de Novo Mesto a Eslovènia. El club competeix a la lliga ABA i a la lliga eslovena.
El club es va fundar el 1948 amb el nom de KK Novo Mesto Partizan. De 1963 a 1992 es va conèixer com a KK Novoteks, i del 1992 al 1997 com a KK Novo Mesto 1992. El 1997 va adoptar el nom actual.
El 2000 va guanyar la seva primera competició nacional amb un títol a la Lliga eslovena, i el 2003 va aconseguir arribar a la seva final europea, perdent la final de la Copa ULEB contra el Pamesa València.

## Palmarès
- Copa ULEB
  - Finalistes (1): 2002-03
- FIBA EuroChallenge
  - Campions (1): 2010-11
- Lliga Adriàtica
  - Finalistes (1): 2001-02
- Lliga Adriàtica 2
  - Campions (1): 2017-18
- Lliga eslovena
  - Campions (7): 1999-00, 2002-03, 2009-10, 2010-11, 2011-12, 2012-13, 2013-14
  - Finalistes (3): 2000-01, 2001-02, 2017-18
- Copa eslovena
  - Campions (3): 2014, 2015, 2016
  - Finalistes (4): 2001, 2002, 2012, 2017
- Supercopa eslovena
  - Campions (5): 2010, 2011, 2012, 2014, 2016
  - Finalistes (5): 2003, 2013, 2015, 2017, 2020